# Sir Gaerfyrddin
Sir Gaerfyrddin (en anglès Carmarthenshire) és una autoritat unitària i un antic comtat gal·lès. Les seves ciutats principals són Llanelli, Caerfyrddin i Rhydamand.

## Geografia
El comtat limita al nord amb Ceredigion, a l'est amb Powys, Castell-nedd Port Talbot i Abertawe, al sud amb el canal de Bristol i a l'oest amb Sir Benfro. Té una població de vora 178.000 persones, 55,1% de les quals són gal·loparlants. El terreny és irregular i ple de turons, amb el Fforest Fawr i la serra Y Mynydd Du estenent-se cap a l'est del comtat i els monts Cambrians fent-ho cap al nord. La costa, al sud, té platges i molts pobles pesquers. El punt més alt és el Carmarthen Fan, de 770 metres d'altitud. Gaerfyrddin és, per extensió, el segon comtat històric més gran de Gal·les.
Les ciutats principals són Bethlehem, Caerfyrddin, Castell Newydd Emlyn, Cydweli, Llandeilo, Llanelli, Llanymddyfri, Hendy-gwyn ar Daf, Pentywyn, Porth Tywyn, Rhydaman i Sanclêr.
Els rius principals són el Tywi, el Loughor (que marca la frontera amb Glamorgan, a l'est), i el Gwendraeth Fawr. Les indústries principals són l'agricultura, la silvicultura, la pesca i el turisme. Per bé que Llanelli és, de bon tros, la ciutat més gran del comtat, la capital roman a Caerfyrddin principalment per la seva ubicació central.
La bondat del clima fa que es conegui la regió com "el jardí de Gal·les"  Arxivat 2007-10-15 a Wayback Machine..

## Administració pública
Sir Gaerfyrddin esdevingué un comtat administratiu amb la Local Government Act del 1888. Per la Local Government Act del 1972, l'1 d'abril del 1974 es va abolir aquest comtat, i s'integrà en el nou comtat de Dyfed, formant-hi els districtes de Carmarthen, Dinefwr i Llanelli. Finalment, per la Local Government (Wales) Act 1994, l'1 d'abril del 1996 Dyfed fou abolit i es tornà a formar Sir Gaerfyrddin, ara com a autoritat unitària. L'any 2003 i després d'una campanya a nivell local, la comunitat de Clunderwen va ser transferida a Sir Benfro.
El Consell del comtat (Cyngor Sir Caerfyrddin) és l'autoritat administrativa, i té cura de serveis com ensenyament, planificació urbanística, trànsit i via pública, serveis socials i seguretat pública. Té la seu a Caerfyrddin.

## Poblacions
- Abergwili
- Abernant
- Y Betws
- Bronwydd
- Caerfyrddin
- Castell Newydd Emlyn
- Cefn Sidan
- Cenarth
- Chwarter Bach
- Cilycwm
- Cilymaenllwyd
- Cwmaman
- Cydweli
- Cynwyl Elfed
- Cynwyl Gaeo
- Dyffryn Cennen
- Gorslas
- Hendy-gwyn ar Daf
- Llanarthne
- Llanboidy
- Llanddarog
- Llanddeusant
- Llanddowror
- Llandeilo
- Llandybie
- Llandyfaelog
- Llanedi
- Llanegwad
- Llanelli Wledig
- Llanelli
- Llanfair-ar-y-Bryn
- Llanfihangel Aberbythych
- Llanfihangel ar Arth
- Llanfynydd
- Llangadog
- Llangain
- Llangathen
- Llangeler
- Llangennech
- Llangynnwr
- Llangyndeyrn
- Llangynin
- Llangynog
- Llanismel
- Llanllawddog
- Llanllwni
- Llannewydd a Merthyr
- Llannon
- Llanpumsaint
- Llansadwrn
- Llansawel
- Llansteffan
- Llanwinio
- Llanwrda
- Llanybydder
- Llanycrwys
- Llanymddyfri
- Meidrim
- Myddfai
- Pen-y-Groes
- Pencarreg
- Pentywyn
- Pontyberem
- Rhydaman
- Sanclêr
- Talyllychau
- Trelech
- Trimsaran

## Accidents geogràfics
- Bosc de Brechfa
- Embassament de Wysg
- Jardí Botànic Nacional de Gal·les, (Llanarthne)
- Jardins d'Aberglasney House
- Parc costaner del Mil·lenni, (Llanelli)
- Parc de Pen-bre
- Platja de Cefn Sidan
- Platja de Pentywyn
- Reserva natural dels aiguamolls de Gal·les, (Llanelli)
- Riu Cywyn
- Riu Tâf
- Riu Teifi
- Riu Tywi

## Llocs d'interès

### Llocs d'interès històric
- Abadia de Talyllychau
- Castell de Caerfyrddin
- Castell de Carreg Cennen
- Castell de Cydweli
- Castell de Dinefwr
- Castell d'y Dryslwyn
- Castell de Llansteffan
- Castell de Talacharn

### Museus
- Casa de Dylan Thomas
- Mines d'or de Dolaucothi
- Museu de la velocitat de Pentywyn
- Museu industrial de Cydweli

### Ferrocarrils històrics
- Tren de vapor de Y Gwili
- Carrilet de la vall del Teifi

### Instal·lacions esportives
- Complex hípic Ffos Las
- Club de golf de Machynys
- Estadi Parc Y Strade